# Eric Jacobsen (Chemiker)
Eric N. Jacobsen (* 22. Februar 1960 in New York City) ist ein US-amerikanischer Chemiker, der seit Juli 2001 die Sheldon Emery Professur für Chemie am Institut für Chemie und chemische Biologie an der Harvard University innehat.

## Leben und Werk
Er studierte an der New York University, wurde 1986 an der University of California bei Robert Bergman mit der Arbeit Synthesis and Reactions of Dinuclear Transition Metal Complexes Containing Bridging Ligands Relevant to Heterogeneous Catalysis promoviert und wechselte dann als Postdoc an das Massachusetts Institute of Technology in die Gruppe von Barry Sharpless. Im Anschluss arbeitete er von 1988 bis 1993 an der University of Illinois als Associate Professor bzw. Assistant Professor, bevor er 1993 einem Ruf an die Harvard University in Cambridge als University Professor folgte.
Jacobsen wurde vor allem durch die Entwicklung der Jacobsen-Epoxidierung bekannt. Sein Interesse gilt „der Entdeckung praktischer katalytischer Reaktionen und der Anwendung von hochaktuellen mechanistischen und computergestützten Methoden zur Analyse dieser Reaktionen“.
Aktuell (2017) beschäftigt sich seine Arbeitsgruppe neben der Entwicklung neuer katalytischer Reaktionen vor allem mit der Aufklärung der zugehörigen Mechanismen und mit der rationalen Entwicklung und Vorhersagbarkeit chemischer Katalyse. Das langfristige Ziel dabei ist es, über einen rein empirischen Ansatz hinaus gezielt neue Synthesemöglichkeiten „am Reißbrett“ entwerfen zu können.
Aufgrund der Zahl seiner Zitierungen zählt ihn Clarivate Analytics seit 2018 zu den Favoriten auf einen Nobelpreis für Chemie (Clarivate Citation Laureates).
Jacobsen ist verheiratet und hat drei Töchter.

## Ehrungen
Jacobsen erhielt zahlreiche Ehrungen und Auszeichnungen. 1990 wurde er mit dem NSF Presidential Young Investigator Preis ausgezeichnet sowie ein Jahr später mit dem Packard Fellowship. 1992 wurde er Sloan Research Fellow. 1993 erhielt er den Cope Scholar Preis der American Chemical Society (ACS) und 1994 den Fluka Reagent of the Year Preis. Im Jahr 1996 wurde er mit dem Thieme-IUPAC Preis in Synthetic Organic Chemistry ausgezeichnet, 2001 erhielt er den Preis der ACS für Creativity in Organic Chemistry, 2005 den Mitsui Catalysis Science Preis, 2010 den Ryōji-Noyori-Preis und 2013 den Remsen Award. 2016 wurde er mit dem Arthur C. Cope Award ausgezeichnet, 2024 mit der Willard Gibbs Medal. Er ist gewähltes Mitglied der American Academy of Arts and Sciences (seit 2004) und der National Academy of Sciences (seit 2008). 2024 erhielt er den Welch Award in Chemistry und den Tetrahedron-Preis. Für 2025 wurde ihm der Roger Adams Award zugesprochen.